# Гамаюн Василь Ілларіонович
Васи́ль Ілларіо́нович Гамаю́н (нар. 1921 — 1 вересня 1944) —  радянський військовий льотчик-штурмовик, Герой Радянського Союзу (1944). У роки німецько-радянської війни старший льотчик 235-го штурмового авіаційного полку 264-ї штурмової авіаційної дивізії 5-го штурмового авіаційного корпусу 2-ї повітряної армії 1-го Українського фронту. Лейтенант.

## Біографія
Народився в селищі Щербинівка (нині Торецька міська рада Донецької області України), у родині робітника. Українець. Закінчив 7 класів і школу ФЗУ, працював машиністом.
У РСЧА з 1940 року.
1942 року закінчив військову школу пілотів, брав участь у боях німецько-радянської війни з липня 1942 року.
На кінець жовтня 1943 року здійснив 80 бойових вильотів. 1 вересня 1944 року при штурмовому ударі підбитий зенітним вогнем. Направив палаючий літак в гущу ворожих військ і загинув.

## Нагороди
- 13 квітня 1944 року Василь Гамаюн нагороджений медаллю Героя Радянського Союзу (медаль № 3534).
- орден Леніна.
- три ордени Червоного Прапора.
- орден Богдана Хмельницького.
- ордени Вітчизняної війни 1-го ступеня.
- орден Червоної Зірки.